# Березниково
Березнико́во (рос. Березниково) — присілок у складі Великоустюзького району Вологодської області, Росія. Входить до складу Красавинського сільського поселення.

## Населення
Населення — 12 осіб (2010; 8 у 2002).
Національний склад (станом на 2002 рік):
- росіяни — 100 %